# Conchatalos
Conchatalos is een geslacht van weekdieren uit de klasse van de Gastropoda (slakken).

## Soorten
- Conchatalos canalibrevis Houart, 1995
- Conchatalos lacrima (Houart, 1991)
- Conchatalos samadiae Houart & Héros, 2016
- Conchatalos spinula Houart & Héros, 2008
- Conchatalos tirardi (Houart, 1991)
- Conchatalos vaubani Houart, 1995